# Halleberg
Halleberg é uma montanha em forma de meseta, na província histórica da Västergötland. O seu ponto mais alto tem 155 metros. Esta montanha está localizada na comuna de Vänersborg, na proximidade do lago Vänern, perto da localidade de Vargön. Está separada da montanha Hunneberg por um vale com 500 m de largura.